# أوندري تشيلوستكا
أوندريخ سيلوستكا	 (بالتشيكية: Ondřej Čelůstka)‏، من مواليد 18 يونيو 1989 في زلين في جمهورية التشيك، لاعب كرة قدم تشيكي.

## روابط خارجية
- أوندري تشيلوستكا على موقع الاتحاد الدولي (مؤرشف)  (الإنجليزية)
- أوندري تشيلوستكا على موقع الاتحاد الأوربي (الإنجليزية)
- أوندري تشيلوستكا على موقع الاتحاد التشيكي (الإنجليزية)
- أوندري تشيلوستكا على موقع اتحاد تركيا (لاعب) (الإنجليزية)
- أوندري تشيلوستكا على موقع قاعدة بيانات كرة القدم.إي يو (الإنجليزية)
- أوندري تشيلوستكا على موقع ناشيونال فوتبول تيمز (الإنجليزية)
- أوندري تشيلوستكا على موقع Soccerbase.com (لاعب) (الإنجليزية)
- أوندري تشيلوستكا على موقع Soccerway.com (الإنجليزية)
- أوندري تشيلوستكا على موقع عالم كرة القدم.نت (الإنجليزية)
- أوندري تشيلوستكا على موقع AS.com (الإسبانية)